# Fryderyki 1999
Fryderyki 1999 – 6. edycja polskich nagród muzycznych Fryderyków, przyznawanych przez Akademię Fonograficzną (powołaną przez Związek Producentów Audio-Video), honorująca dokonania przemysłu muzycznego w roku 1999. Ceremonia wręczenia nagród odbyła się 24 maja 2000 w Sali Kongresowej w Warszawie. Galę poprowadził dziennikarz muzyczny Artur Orzech, a jej emisja na żywo odbyła się w TVP1.
Fryderyki 1999 były pierwszą edycją, w której nominowani i laureaci zostali wyłonieni nie przez przedstawicieli Związku Producentów Audio-Video, ale przez powołaną w grudniu 1999 Akademię Fonograficzną.
Nagrody konkursowe zostały przyznane w 25 kategoriach (17 w sekcji muzyki rozrywkowej, 2 w sekcji muzyki jazzowej i 6 w sekcji muzyki poważnej). Najwięcej nominacji (po 5) otrzymali Anna Maria Jopek, Artur Rojek i Kayah. Najwięcej nagród (po 3) zdobyli Kayah i Myslovitz. Poza nagrodami konkursowymi został przyznany Złoty Fryderyk dla Krystiana Zimermana.

## Laureaci i nominowani

### Sekcja muzyki rozrywkowej
| Piosenka roku | Fonograficzny debiut roku |
| --- | --- |
| - „Długość dźwięku samotności” – Myslovitz - „Dumka na dwa serca” – Edyta Górniak i Mietek Szcześniak - „Ja wysiadam” – Anna Maria Jopek - „Prawy do lewego” – Kayah i Goran Bregović - „Wszystko jest na sprzedaż” – De Mono | - Golec uOrkiestra - Gabriel Fleszar - Karmacoma - Poluzjanci - Siedem |
| Wokalista roku | Wokalistka roku |
| - Mietek Szcześniak - Artur Rojek - Grzegorz Markowski - Kazik Staszewski - Robert Gawliński | - Kayah - Agnieszka Chylińska - Anna Maria Jopek - Edyta Górniak - Katarzyna Nosowska |
| Grupa roku | Teledysk roku |
| - Myslovitz - O.N.A. - Perfect - Püdelsi - T.Love | - „Prawy do lewego” – Kayah i Goran Bregović (reżyseria: Filip Kovčin, Bolesław Pawica i Jarosław Szoda) - „Długość dźwięku samotności” – Myslovitz (reżyseria: Wojciech Biedroń) - „Przystojny jestem” – Cezary Pazura (reżyseria: Mariusz Palej) - „W głowie woda” – Reni Jusis (reżyseria: Tomasz Nalewajek) - „Wspomnienie” – Michał Żebrowski i Anna Maria Jopek (reżyseria: Adek Drabiński) |
| Producent muzyczny roku | Realizator dźwięku roku |
| - Marcin Pospieszalski - Grzegorz Skawiński - Michał Przytuła - Tomasz Bonarowski - Wojciech Olszak | - Leszek Kamiński - Adam Toczko - Andrzej Karp - Michał Przytuła - Tomasz Bonarowski |
| Kompozytor roku | Autor roku |
| - Krzesimir Dębski - Goran Bregović - Grzegorz Skawiński - Grzegorz Turnau - Robert Gawliński | - Kazik Staszewski - Agnieszka Chylińska - Edyta Bartosiewicz - Grzegorz Ciechowski - Kayah |
| Album roku – pop | Album roku – rock |
| - Kayah i Bregović – Kayah i Goran Bregović - Era Renifera – Reni Jusis - Gra – Robert Gawliński - Jasnosłyszenie – Anna Maria Jopek - Play – De Mono                                                                         | - Miłość w czasach popkultury – Myslovitz - Antyidol – T.Love - Hey – Hey - Pieprz – O.N.A. - Śmigło – Perfect |
| Album roku – rap / hip-hop | Album roku – hard & heavy |
| - Dzień Szaka-L’a (Bafangoo, część 2.) – Liroy - Dr Spikee – Karramba - Ewenement – Molesta - Razem – Snuz - Szemrany – Koli                                                                                                  | - 2Tm2,3 – 2Tm2,3 - Amazing Atomic Activity – Acid Drinkers - Dżyraf – Funny Hippos - Eso Es – Jesus Chrysler Suicide - The End of Century – Sweet Noise |
| Album roku – muzyka alternatywna | Album roku – piosenka poetycka |
| - Niecud – Raz, Dwa, Trzy - Golec uOrkiestra 1 – Golec uOrkiestra - Psychopop – Püdelsi - Samsara – Czan - The Wheel – Homosapiens                                                                                            | - Las Maquinas de la Muerte – Kazik na Żywo - Dzisiaj z Betleyem – Anna Maria Jopek - Hormon – Renata Przemyk - Zakochany Pan Tadeusz – Michał Żebrowski - Ultima – Grzegorz Turnau |
| Najlepszy album zagraniczny | |
| - Supernatural – Santana - 13 – Blur - Brand New Day – Sting - Californication – Red Hot Chili Peppers - S&M – Metallica | |

### Sekcja muzyki jazzowej
| Jazzowy muzyk roku                                                                          | Jazzowy album roku |
| ------------------------------------------------------------------------------------------- | --- |
| - Tomasz Stańko - Andrzej Jagodziński - Henryk Miśkiewicz - Leszek Możdżer - Piotr Wojtasik | - From the Green Hill – Tomasz Stańko - Escape – Piotr Wojtasik Quintet, gościnnie: Tomasz Szukalski - Chopin Tomorrow – Demain: Impressions – Leszek Możdżer - Ja nie chcę spać – Henryk Miśkiewicz - Karambola – Wojciech Staroniewicz Septet |

### Sekcja muzyki poważnej
| Muzyka dawna |
| --- |
| - Cztery pory roku - soliści: Konstanty Andrzej Kulka – skrzypce, Władysław Kłosiewicz – klawesyn - orkiestra/zespół: Kwartet Prima Vista - Georg Philipp Telemann – Kantaty - soliści: Olga Pasiecznik – sopran, Ewa Mikulska – alt - orkiestra/zespół: Maria Papuzińska – skrzypce, Justyna Rekść-Raubo – wiolonczela, Lilianna Stawarz – pozytyw - Grzegorz Gerwazy Gorczycki - solista: Marek Toporowski – pozytyw - orkiestra/zespół: Resonans con tutti i Concerto Polacco - dyrygent: Waldemar Gałązka - Opera Omnia 4 - orkiestra/zespół: Musicae Antiquae Collegium Varsoviense - dyrygent: Lilianna Stawarz - Vanitas vanitatum - soliści: Olga Pasiecznik – sopran, Marta Boberska – sopran, Kai Wessel – alt, Krzysztof Szmyt – tenor, Grzegorz Zychowicz – bas - orkiestra/zespół: Il Tempo - dyrygent: Agata Sapiecha |
| Muzyka kameralna |
| - The Best of Fryderyk Chopin - solista: Piotr Paleczny – fortepian - orkiestra/zespół: Kwartet Prima Vista - Dolce farniente… czyli słodkie lenistwo (muzyczne trzy po trzy) - orkiestra/zespół: Kwartet Prima Vista - Miniatury XX w. - orkiestra/zespół: Kwartet Śląski - Muzyka Polska – Karol Lipiński - solista: Konstanty Andrzej Kulka – skrzypce - orkiestra/zespół: Zespół Kameralny Andrzeja Wróbla - Słowiańskie kwartety - orkiestra/zespół: Kwartet Filharmoników Berlińskich |
| Muzyka solowa |
| - Jan Sebastian Bach – Das Wohltemperierte Klavier - solistka: Urszula Bartkiewicz – klawesyn - Franciszek Lessel – Piano works - solista: Marcin Łukaszewski – fortepian - Modest Musorgski – Obrazki z wystawy - solista: Andrzej Chorosiński – organy - My First Gift – Recital 12-letniego pianisty - solista: Stanisław Drzewiecki – fortepian - Polska muzyka organowa w archikatedrze warszawskiej - solista: Jan Szypowski – organy - orkiestra/zespół: Zespół Solistów Orkiestr Wojska Polskiego - dyrygent: Grzegorz Mielimąka |
| Muzyka symfoniczna |
| - …dyryguje Witold Rowicki - soliści: Martha Argerich, Arthur Moreira Lima, Swiatosław Richter, Witold Małcużyński, Jan Ekier – fortepian, Konstanty Andrzej Kulka, Wanda Wiłkomirska – skrzypce, Jadwiga Dzikówna, Maria Kunińska-Opacka, Stefania Woytowicz – sopran, Krystyna Szczepańska – alt, Andrzej Hiolski – baryton - orkiestra/zespół: Orkiestra Symfoniczna Filharmonii Narodowej, Wielka Orkiestra Symfoniczna Filharmonii Warszawskiej, Orkiestra Symfoniczna Polskiego Radia w Krakowie i Chór Państwowej Filharmonii w Krakowie - dyrygent: Witold Rowicki - Dyrygenci polscy – Antoni Wit - orkiestra/zespół: Narodowa Orkiestra Symfoniczna Polskiego Radia i Telewizji w Katowicach - dyrygent: Antoni Wit - Mieczysław Karłowicz – Poematy symfoniczne - orkiestra/zespół: Orkiestra Filharmonii Śląskiej - dyrygent: Jerzy Salwarowski - Piotr Czajkowski – II Suita koncertowa op. 8, Stanisław Moniuszko – Bajka - orkiestra/zespół: Orkiestra Symfoniczna Filharmonii Białostockiej - dyrygent: Marcin Nałęcz-Niesiołowski - Rodrigo – Concierto de Aranjuez - solista: Waldemar Gromolak – gitara - orkiestra/zespół: Orkiestra Symfoniczna Filharmonii im. Artura Rubinsteina - dyrygent: Wojciech Czepiel |
| Muzyka wokalna |
| - Rossini Gala - solistka: Ewa Podleś – kontralt - orkiestra/zespół: Orkiestra Kameralna Leopoldinum - dyrygent: Wojciech Michniewski - Chopin – Paderewski - soliści: Teresa Żylis-Gara – sopran, Waldemar Malicki – fortepian - Nie mój ogródusek – Pieśni kurpiowskie - soliści: Marta Boberska – sopran, Krzysztof Kur – tenor, Apolonia Nowak - orkiestra/zespół: Warszawski Chór Kameralny - dyrygent: Ryszard Zimak - Paweł Łukaszewski – Antiphonae Acte Préalable - orkiestra/zespół: Schola Cantorum Gedanensis - dyrygent: Jan Łukaszewski - Pieśni - soliści: Joanna Kozłowska – sopran, Waldemar Malicki – fortepian |
| Muzyka współczesna |
| - Bacewicz, Bujarski, Górecki, Lasoń, Łukaszewski - orkiestra/zespół: Kwartet Dafô - Grażyna Bacewicz – The complete works for string quartet - wykonawca: Waldemar Malicki – fortepian - orkiestra/zespół: Kwartet Amar Corde - Hommage a Lutosławski - soliści: Szabolcs Esztényi – fortepian, Aleksander Romański – klarnet, Márta Fábián – cymbały, Marek Mleczko – obój, Krzysztof Bednarczyk – trąbki, Mariusz Niepiekło – trąbki, Aleksander Szebesczyk – róg, Grzegorz Sabeł – róg - orkiestra/zespół: Sinfonietta Cracovia - dyrygent: Wojciech Michniewski - Roman Maciejewski – Kołysanka, Allegro concertante, Tryptyk, Mazurki - solistka: Rinko Kobayashi – fortepian - orkiestra/zespół: Narodowa Orkiestra Symfoniczna Polskiego Radia i Telewizji w Katowicach - dyrygent: Mirosław Jacek Błaszczyk - Violin Duos - soliści: Krzysztof Węgrzyn – skrzypce, Tomasz Tomaszewski – skrzypce |

### Złoty Fryderyk
Laureat Złotego Fryderyka:

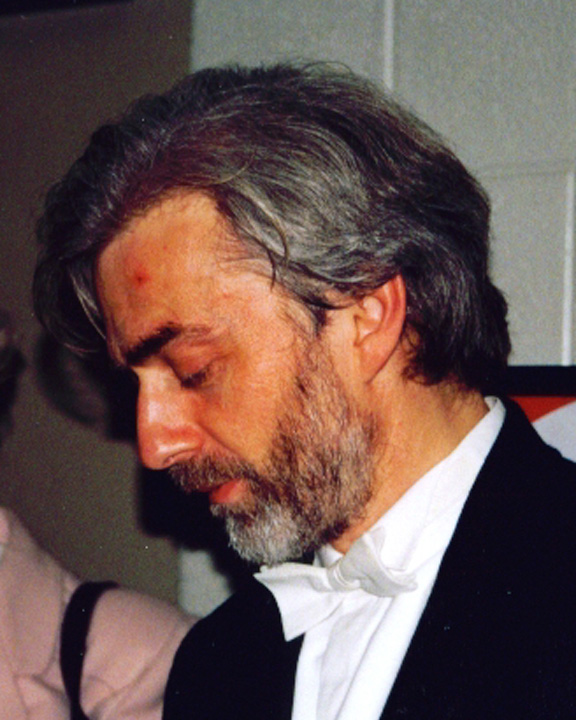
Krystian Zimerman, laureat Złotego Fryderyka

- Krystian Zimerman (muzyka poważna)

## Statystyki
| Liczba | Osoba/zespół |
| ------ | --- |
| 3      | KayahMyslovitz |
| 2      | Goran BregovićKazik StaszewskiKonstanty Andrzej KulkaKwartet Prima VistaMarcin PospieszalskiRobert FriedrichTomasz GoehsTomasz Stańko |

| Liczba | Osoba/zespół                                                                                                 |
| ------ | --- |
| 5      | Anna Maria JopekArtur RojekKayah                                                                             |
| 4      | Agnieszka ChylińskaGoran BregovićGrzegorz SkawińskiMyslovitz                                                 |
| 3      | Grzegorz MarkowskiKazik StaszewskiKonstanty Andrzej KulkaKwartet Prima VistaRobert GawlińskiWaldemar Malicki |